# Prunedale (Kalifornija)
Prunedale je naseljeno područje za statističke svrhe u američkoj saveznoj državi Kalifornija. Prema popisu stanovništva iz 2010. u njemu je živjelo 17.560 stanovnika.